# Cink-sulfat
Cink sulfat je bezbojno kristalno, rastvorljivo u vodi hemijsko jedinjenje. Hidratisani oblik, , mineral goslarit, je istorijski poznat kao "beli vitriol" i može se pripremiti reagujući cink sa razvodnjenom sumpornom kiselinom. Može se isto tako pripremiti dodajući čvrst cink u rastvor bakar(II) sulfata. 
Još jedan prirodan oblik ovog heptahidrata je poznat kao mineral cink-melanterit  (on je strukturno različit od goslarita). Niži hidrati cink sulfata se u retkim slučajevima nalaze u prirodi kao minerali: biancit , boileit  i guningit .

## Upotreba
Cink sulfat se koristi kao izvor cinka u stočnoj hrani, veštačkim đubrivima, i u agrikulturnim sprejevima.  se koristi za pravljenje litopona, u koagulacionim kupatilima za dobijanje rajona (veštačke svile), u elektrolitima za cink galvanizaciju, kao mordan (fiksator boja) kod bojenja, kao prezervativ za kožu, i u medicini kao astringent i emetik.
Za vodene rastvore cink sulfata se tvrdi da su efektivni u odstranjivanu mahovine sa krovova. Sprejiranje mešavine na mahovinu omogućava vetru da jednostavno oduva preostali otpad, ali se ne preporučuje za upotrebu na travnjacima jer je jednako efikasan u uklanjaju trave.

## Literatura
1. ↑   уреди
2. ↑  Evan E. Bolton; Yanli Wang; Paul A. Thiessen; Stephen H. Bryant (2008). „Chapter 12 PubChem: Integrated Platform of Small Molecules and Biological Activities”. Annual Reports in Computational Chemistry. 4: 217—241. doi:10.1016/S1574-1400(08)00012-1.
3. ↑  „ICSC (International Chemical Safety Cards) 1698 ZINC SULFATE”. Centers for Disease Control. Архивирано из оригинала 30. 09. 2010. г. Приступљено 16. 05. 2010.
4. ↑  „Burns, Gilbert's, Parasites, Stomatitis, Trichomoniasis, ...”. National Institutes of Health.
5. ↑  „CAMEO Chemical data sheet for ZINC SULFATE”. National Oceanic and Atmospheric Administration.
6. ↑  From  Архивирано на веб-сајту  (29. мај 2010) "If zinc sulfate comes into contact with neighboring plants, damage may occur. Plants and shrubbery should be draped when this chemical is being used."